# Xã Hebron, Michigan
Xã Hebron (tiếng Anh: Hebron Township) là một xã thuộc quận Cheboygan, tiểu bang Michigan, Hoa Kỳ. Năm 2010, dân số của xã này là 269 người.